# Art Gallery of Nova Scotia
Die Art Gallery of Nova Scotia (AGNS) befindet sich in Halifax, der Hauptstadt der kanadischen Provinz Nova Scotia. Es ist das größte Kunstmuseum in den Atlantischen Provinzen Kanadas. Das Museum wurde 1908 gegründet und ist seit 1988 in einem unter Denkmalschutz stehenden Gebäude in der Innenstadt von Halifax untergebracht. Des Weiteren verfügt die Art Gallery of Nova Scotia über eine kleinere Dependance in Yarmouth.

## Geschichte

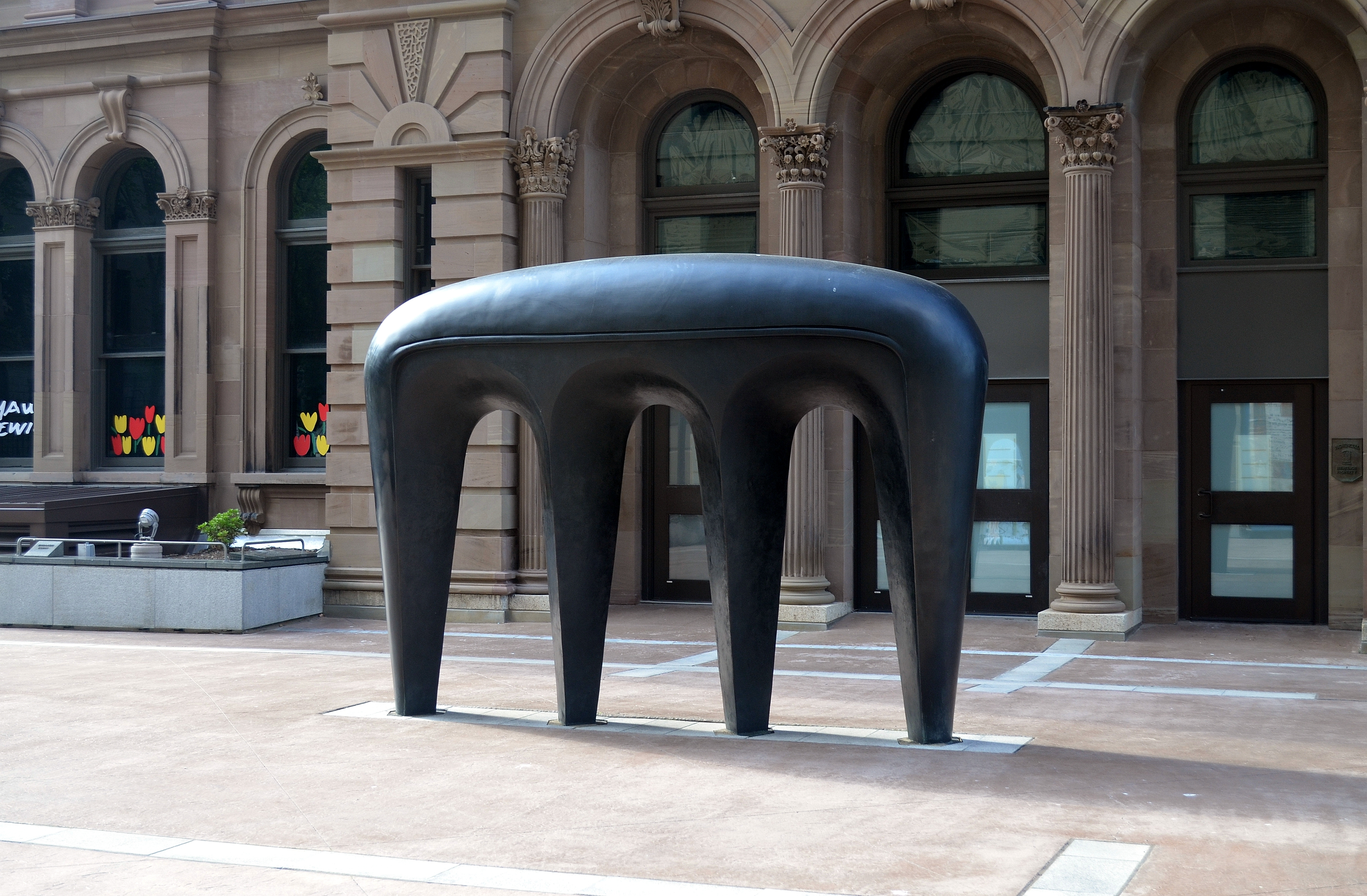
Origins, eine Bronzeskulptur aus dem Jahr 1995 von John Greer, vor der Art Gallery of Nova Scotia

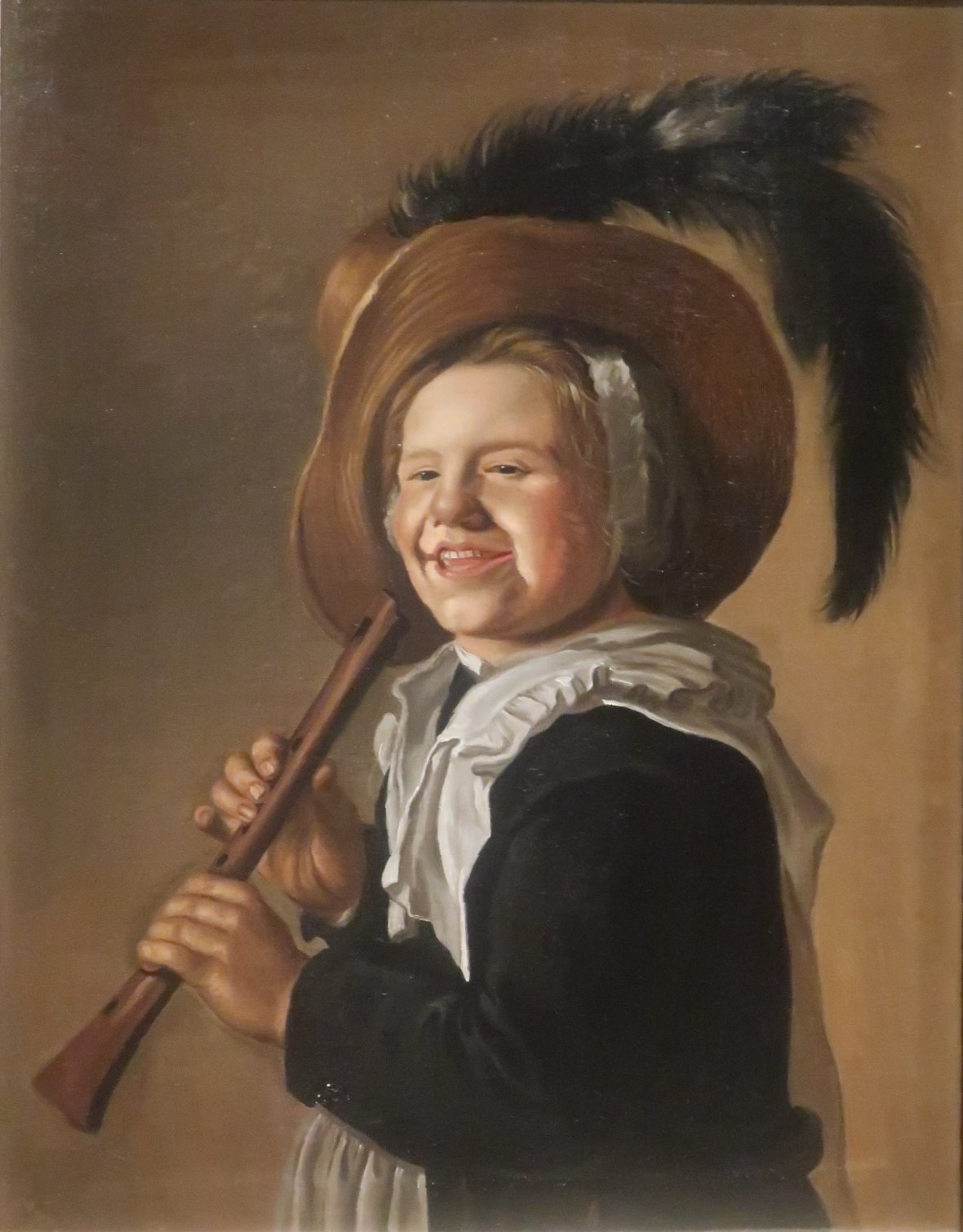
Mädchen mit einer Blockflöte, von einem unbekannten Künstler, nach Jan Miense Molenaer, um 1650

Im Jahr 1908 erfolgte die Gründung des Museums unter dem Namen Nova Scotia Museum of Fine Arts. Im Jahr 1975 wurde es in Art Gallery of Nova Scotia umbenannt. Kurz darauf wurden Bildungsprogramme eingeführt, die Sammlung entwickelt und nach Jahren der Nutzung kleinerer Räume, die nicht zur Galerie gehörten, nach einem dauerhaften Standort gesucht. 
Im Jahr 1988 wurde das neue Galeriegebäude im Herzen der Innenstadt von Halifax offiziell eröffnet. Im Jahr 1998 wurde die Galerie erneut erweitert. Dazu wurden zwei Stockwerke des angrenzenden Provincial Buildings eröffnet. Die Erweiterung umfasste Räumlichkeiten für das Maud-Lewis-Haus und die Galerie, für die Lagerung der Sammlungen, für Büroräume, für ein Café sowie für die Erweiterung der Räumlichkeiten für alle anderen Dienstleistungen.

## Sammlung
Die AGNS beherbergt über 19.000 Kunstwerke; Gemälde, Skulpturen und Fotografien. Die Sammlung beherbergt zudem die weltweit größte öffentliche Sammlung von Werken der Volkskünstlerin Maud Lewis. Zu den Höhepunkten der Sammlung zählen das vollständig restaurierte Wohnhaus sowie großformatige Werke zeitgenössischer Künstler wie Kent Monkman. Weitere Sammlungsbereiche umfassen Werke von Künstlern aus Nova Scotia sowie indigene Kunst. Das Museum präsentiert regelmäßig wechselnde Ausstellungen, die sich mit zeitgenössischer Kunst sowie Themen wie Realismus, Stadtentwicklung und indigene Perspektiven befassen.

## Maud-Lewis-Haus

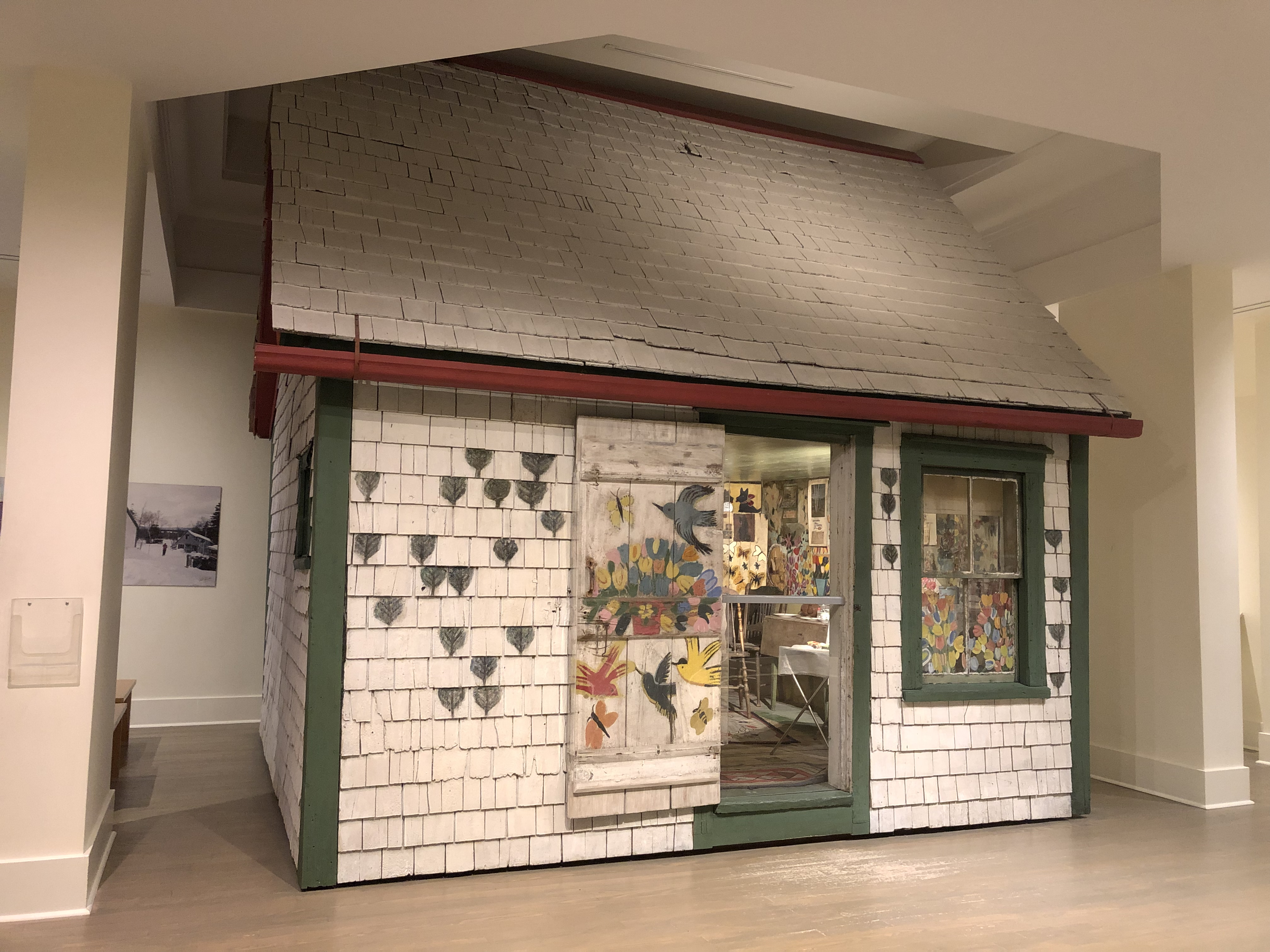
Maud-Lewis-Haus

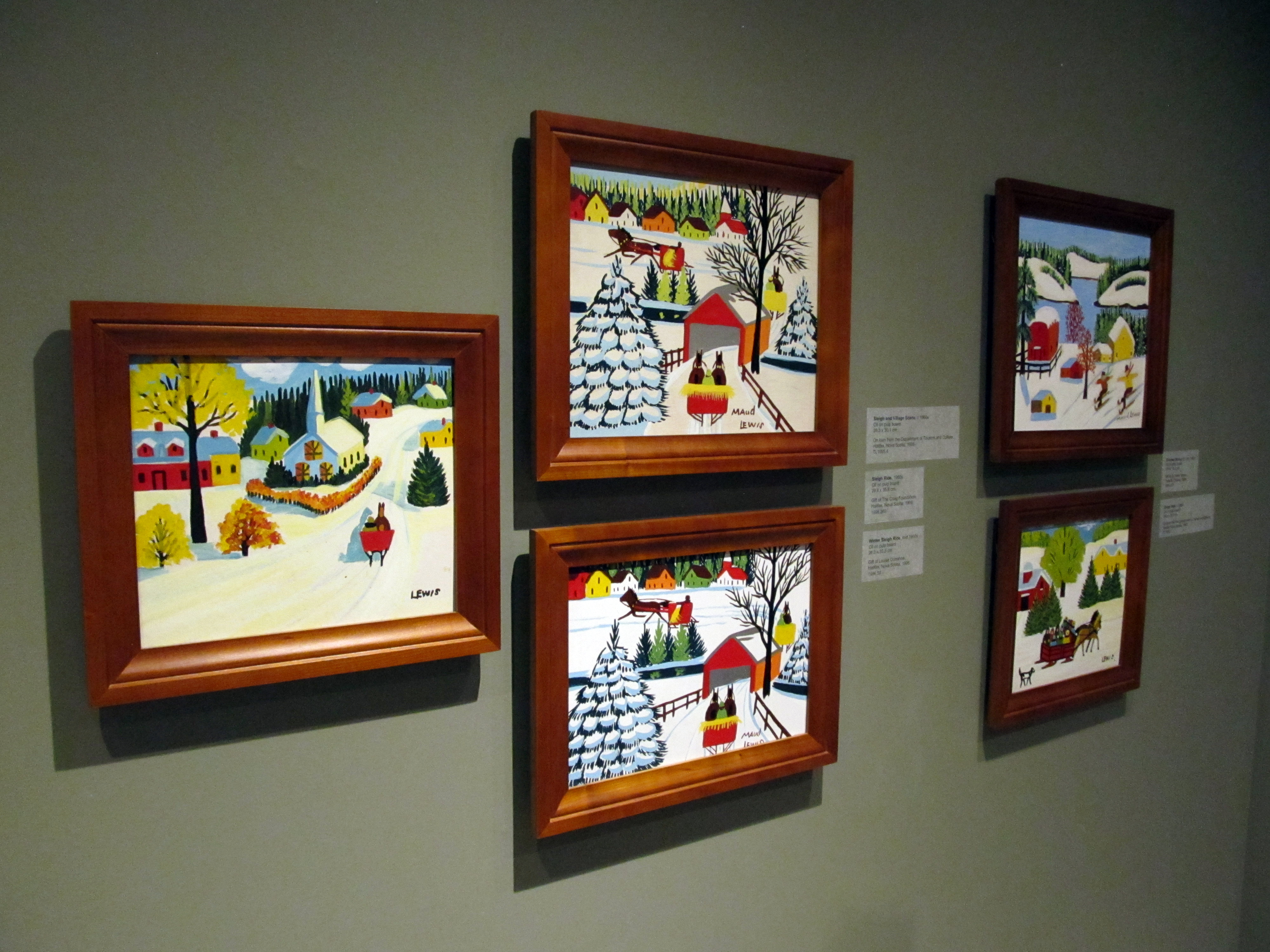
Gemälde von Maud Lewis

Das Maud-Lewis-Haus ist ein kleines, farbenfroh bemaltes Gebäude, das als Wohnhaus der kanadischen Volkskünstlerin Maud Lewis, geb. Dowley (1901–1970) diente. Es befindet sich heute restauriert und konserviert in der Art Gallery of Nova Scotia und ist ein bedeutendes Kulturdenkmal Kanadas.

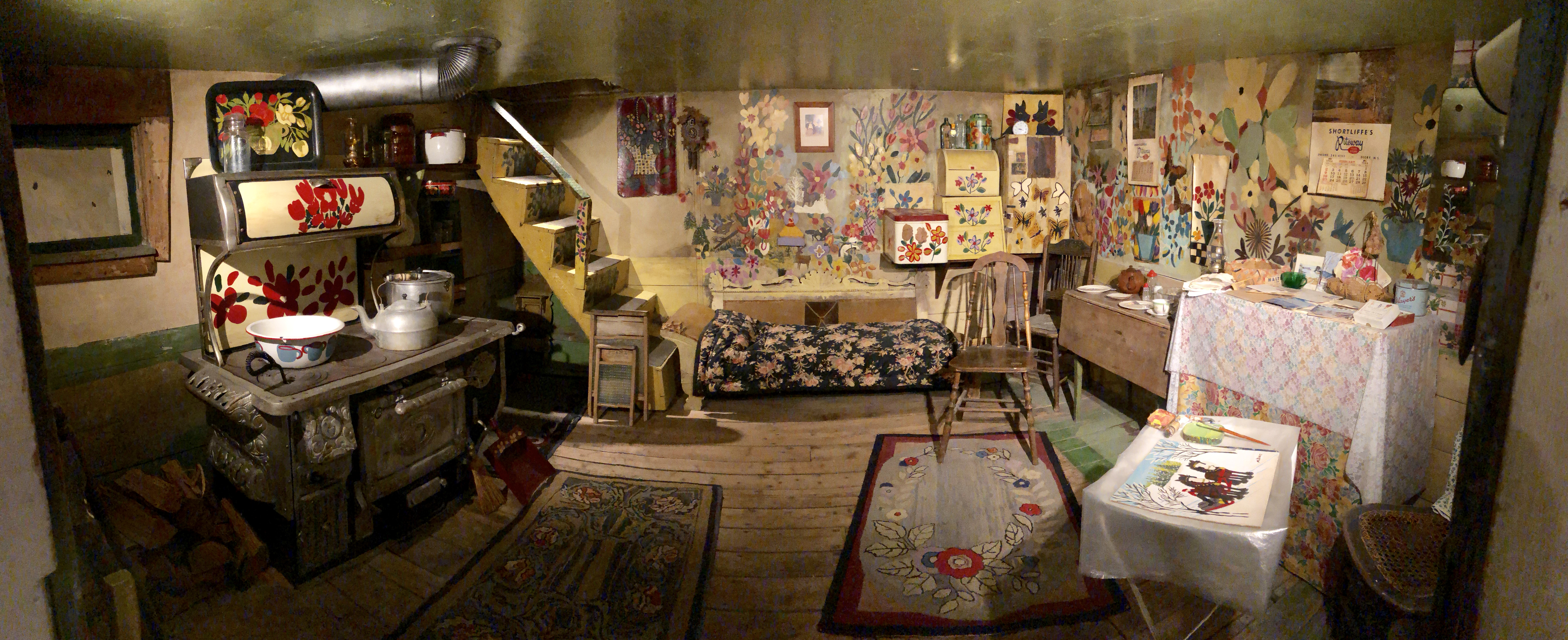
Maud-Lewis-Haus. Innen

Maud Lewis wurde 1901 in Yarmouth, Nova Scotia, geboren. Von Kindheit an litt sie an körperlichen Einschränkungen, darunter rheumatische Arthritis, und war aufgrund ihrer geringen Körpergröße und ihres fehlenden Kinns gesellschaftlich isoliert. Ihre künstlerische Karriere begann, als sie auf Anregung ihrer Mutter Weihnachtskarten bemalte und verkaufte. Nach dem frühen Tod ihrer Eltern zog sie 1937 zu ihrer Tante nach Digby, wo sie Everett Lewis, einen fahrenden Fischhändler, kennenlernte. Die beiden heirateten 1938 und lebten bis zu Mauds Tod 1970 in Marshalltown, Digby County.
Das kleine Haus des Paares wurde vollständig (innen und außen) von Maud Lewis mit leuchtenden Farben und verspielten Motiven bemalt, die Tiere, Blumen und Landschaften darstellten. Es war nicht nur Wohnraum, sondern auch ihr Atelier und verkörperte die Essenz ihrer künstlerischen Vision. Trotz ärmlicher Verhältnisse, fehlender moderner Annehmlichkeiten wie fließendem Wasser oder Elektrizität, schuf Maud Lewis eine unverwechselbare Kunst, die ihr während ihres Lebens nationale Bekanntheit einbrachte. Ihre Werke wurden in Zeitungen, Zeitschriften und Dokumentationen vorgestellt.
Nach Maud Lewis’ Tod 1970 verfiel das Haus zunehmend, insbesondere nach dem Tod von Everett Lewis 1979. Um das künstlerisch und historisch wertvolle Gebäude zu bewahren, gründete sich die Maud Lewis Painted House Society. 1984 wurde das Haus an die Provinz Nova Scotia verkauft und der Art Gallery of Nova Scotia übergeben. Im Jahr 1996 wurden umfassende Restaurierungsarbeiten durchgeführt, die durch öffentliche und private Mittel finanziert wurden. Heute ist das Haus ein zentrales Ausstellungsstück der Galerie in Halifax und zeugt von Maud Lewis’ einzigartiger Kunst sowie ihrem bemerkenswerten Lebensweg.